# Letlands Basketball Union
Letlands Basketball Union (lettisk: Latvijas Basketbola savienība eller LBS) er en forening stiftet i 1992 med ansvaret for at organisere, lede og udvikle basketball i Letland, samt styre og overvåge aktiviteterne i alle dens underforeninger og sammenslutninger af foreninger som udøver basketball.
Letlands Basketball Union er den officielle repræsentant for basketball i samarbejde med myndigheder samt med nationale og internationale idrætsorganisationer og som sådan, ansvarlige for Letlands basketball landshold i forbindelse med internationale konkurrencer. LBS forsvarer også de moralske og materielle interesser indenfor basketball i Letland, og er tilknyttet FIBA siden 1992.